# Arenivaga gumperzae
Arenivaga gumperzae (лат.) — вид песчаных тараканов-черепашек рода Arenivaga из семейства Corydiidae (или Polyphagidae). Обнаружены в Северной Америке: Мексика и США. Этот вид назван в честь близкой подруги автора описания, Линды Гумперц (Linda Gumperz) со словами: «которая проиграла короткую, храбрую битву с раком поджелудочной железы за четыре дня до начала обучения автора открытия в аспирантуре. Как и было обещано, первая статья — для тебя, Линда».

## Описание
Среднего размера тараканы овально-вытянутой формы: длина тела около 19 мм; наибольшая ширина тела (GW) 8,6 мм; ширина пронотума (PW) около 6 мм; длина пронотума (PL) 4,2 мм. Соотношение длины тела к его наибольшей ширине у голотипа (TL/GW) 2,21. На голове два крупных выступающих оцеллия (0,40 × 0,30 мм). Основная окраска светло-коричневая. Пронотум светло-коричневый; дорсальная поверхность пронотума покрыта волосками, которые длиннее и гуще в передней части; рисунок пронотума тёмно-коричневый («морда пантеры»; с рассеянными мелкими тёмно-коричневыми макулами). Крылья вытянуты далеко за вершину брюшка (~ 50 % длины крыла); крылья у большинства экземпляров светло-коричневые и непрозрачные с длинными тёмно-коричневыми линиями, идущими апикально от плечевого угла; с рассеянными коричневыми пятнами. Arenivaga gumperzae можно отличить по длинному выступающему назад продолжению медиального края правого дорсального фалломера, который заканчивается двузубым крючком.
Этот вид встречается в сухой, жаркой и песчаной местности. Все другие элементы жизненной истории остаются неисследованными. Питаются, предположительно, как и другие виды своего рода, микоризными грибами, листовым детритом пустынных кустарников и семенами, собранными млекопитающими. В надземных условиях живут только крылатые самцы (отличаются ярко выраженным половым диморфизмом: самки рода Arenivaga бескрылые, внешне напоминают мокриц). Вид был впервые описан в 2014 году американским энтомологом Хейди Хопкинсом (Heidi Hopkins).